# Palazzo Beltrami

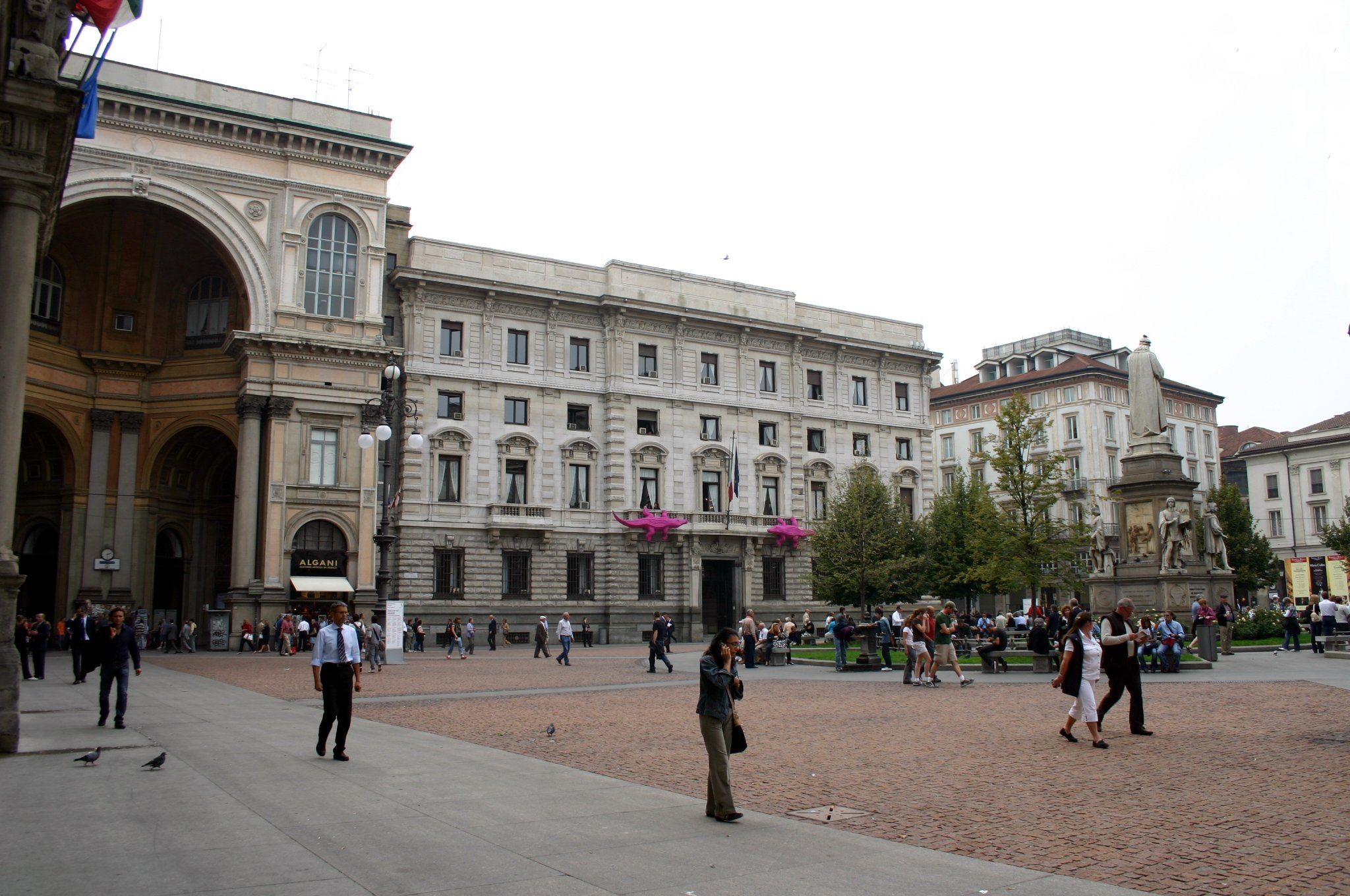
Palazzo Beltrami (Mitte) und die Piazza della Scala mit dem Denkmal von Leonardo Da Vinci, 2007

Der Palazzo Beltrami ist ein historischer Stadtpalais in Mailand gegenüber dem berühmten Teatro alla Scala.

## Geschichte und Architektur
Der Stadtpalais wurde zwischen 1918 und 1927 an der Stelle des alten, 1855 fertiggestellten Palazzo Casa Brambilla erbaut, das wegen seiner roten Terrakotta – Dekoration auch als Palazzo Rosso bekannt war. Der Neubau wurde nach den Plänen des Mailänder Architekten Luca Beltrami gebaut. Der Stadtpalais wurde im eklektischen Stil auf vier Stockwerken errichtet. Der Palazzo Beltrami war einer der ersten modernen Stadtpalais in Mailand und wurde von Kritikern vor allem wegen seiner ausgewogenen Proportionen gelobt.
Heute ist der Palazzo Beltrami Sitz der Finanzbuchhaltung der Stadt Mailand.